# Коле Пастора (Рим)
Коле Пастора је насеље у Италији у округу Рим, региону Лацио.
Према процени из 2011. у насељу је живело 312 становника. Насеље се налази на надморској висини од 319 м.